# Justizirrtum um Dieter Gill
Heinz-Dieter Gill (* 1951) ist ein deutsches Justizopfer. Er saß infolge einer Falschaussage seiner Tochter, die zum Justizirrtum des Gerichts führte, sieben Jahre lang unschuldig im Gefängnis. Er war 1996 vom Landgericht Kempten wegen Vergewaltigung seiner zum angeblichen Tatzeitpunkt (1990) zehnjährigen Tochter zu der Haftstrafe verurteilt worden. Die Tochter hatte ihre Vorwürfe erstmals im Jahr 1994 erhoben.
Nach vollständiger Verbüßung seiner Haft gestand die Tochter, dass sie seinerzeit mit ihren Tatvorwürfen gelogen hatte. Im Oktober 2013 wurde Gill in einem Wiederaufnahmeverfahren vom Landgericht Memmingen nachträglich freigesprochen.
In dem Wiederaufnahmeverfahren legte der Rechtspsychologe Günter Köhnken dar, wie nachlässig die Sachverständigen seinerzeit gearbeitet hatten. Zwei Sachverständige hatten über die Tochter Mitte der neunziger Jahre im Auftrag der Staatsanwaltschaft zwei sehr zweifelhafte Glaubhaftigkeitsgutachten erstellt, in denen die Tochter als glaubwürdig eingestuft wurde. Auf diese Gutachten war die Anklage gegen Dieter Gill maßgeblich gestützt worden. Köhnken sprach bezüglich der damaligen Gutachten von „Gesinnungsdiagnostik“. Aussage-Analysen im Rahmen solcher Gutachten unterliegen sehr genau definierten Standards, die laut Köhnken gröblich verletzt wurden. Das hätte nach Überzeugung von Gills Strafverteidiger Johann Schwenn auch für das Landgericht Kempten erkennbar sein müssen.
In dem Wiederaufnahmeverfahren versuchte die Staatsanwaltschaft, die neue Aussage der Tochter nun als Lüge darzustellen, um einen nachträglichen Freispruch Gills zu verhindern. Zudem dauerte es nach dem Geständnis der Tochter vier Jahre, bis es zu dem nachträglichen Freispruch für Gill kam. Die Vorsitzende Richterin am Landgericht Memmingen sprach in dem Urteil zum Wiederaufnahmeverfahren von einem Freispruch erster Klasse wegen erwiesener Unschuld. „Wir können Ihnen die verlorenen Jahre nicht zurückgeben“, sagte die Richterin in der Urteilsbegründung. Niemand könne ermessen, welche Leiden Gill in der siebenjährigen Haft erlitten habe.
Bereits während der Haftzeit (1996–2003) hatte Gill im Jahr 2001 einen Wiederaufnahmeantrag gestellt. Dieser war vom OLG München (Az. 1 Ws 102/02) abgewiesen worden. In der Begründung hatte das Oberlandesgericht zwar eingeräumt, dass die der Verurteilung zugrunde liegenden Gutachten nicht dem wissenschaftlichen Stand entsprachen; dies führte aber noch nicht zur Erschütterung des Urteils.
Dieter Gill wurde nicht nach zwei Dritteln der Haftzeit vorzeitig entlassen, sondern musste die vollen sieben Jahre in Haft verbringen, weil er auf seiner Unschuld beharrte. Damit galt er im Strafvollzug als Häftling, der sich der Reue und der Einsicht verweigere.
Gill erhielt für seine Haftzeit eine Entschädigung von 25 Euro pro Tag. Er leidet seit seiner Haft an Depressionen. Die Tochter kann für ihre Falschaussage von 1996 nicht mehr strafrechtlich belangt werden, weil ihre Tat zu dem Zeitpunkt, als sie von ihr eingeräumt wurde, bereits verjährt war.
Die sehr tiefgreifende Schilderung des Falles von Elisabeth Raether und Tanja Stelzer in der Wochenzeitung Die Zeit unter der Überschrift Die Lüge ihres Lebens wurde 2014 mit dem Regino-Preis prämiert und für den Theodor-Wolff-Preis nominiert.